# Montriond
Montriond és un municipi francès situat al departament de l'Alta Savoia i a la regió d'Alvèrnia-Roine-Alps. L'any 2007 tenia 808 habitants.

## Demografia

### Població
El 2007 la població de fet de Montriond era de 808 persones. Hi havia 320 famílies de les quals 90 eren unipersonals (39 homes vivint sols i 51 dones vivint soles), 83 parelles sense fills, 111 parelles amb fills i 36 famílies monoparentals amb fills.
La població ha evolucionat segons el següent gràfic:
Habitants censats

### Habitatges
El 2007 hi havia 957 habitatges, 332 eren l'habitatge principal de la família, 598 eren segones residències i 28 estaven desocupats. 437 eren cases i 512 eren apartaments. Dels 332 habitatges principals, 226 estaven ocupats pels seus propietaris, 92 estaven llogats i ocupats pels llogaters i 14 estaven cedits a títol gratuït; 15 tenien una cambra, 35 en tenien dues, 80 en tenien tres, 87 en tenien quatre i 115 en tenien cinc o més. 299 habitatges disposaven pel capbaix d'una plaça de pàrquing. A 164 habitatges hi havia un automòbil i a 143 n'hi havia dos o més.

### Piràmide de població
La piràmide de població per edats i sexe el 2009 era:
| Homes | Edats   | Dones |
| ----- | ------- | ----- |
| 0     | 95 o +  | 0     |
| 0     | 90 a 94 | 0     |
| 4     | 85 a 89 | 4     |
| 0     | 80 a 84 | 0     |
| 4     | 75 a 79 | 20    |
| 8     | 70 a 74 | 8     |
| 40    | 65 a 69 | 32    |
| 20    | 60 a 64 | 20    |
| 8     | 55 a 59 | 12    |
| 12    | 50 a 54 | 12    |
| 20    | 45 a 49 | 16    |
| 36    | 40 a 44 | 24    |
| 52    | 35 a 39 | 56    |
| 40    | 30 a 34 | 48    |
| 24    | 25 a 29 | 12    |
| 12    | 20 a 24 | 8     |
| 32    | 15 a 19 | 4     |
| 32    | 10 a 14 | 28    |
| 28    | 5 a 9   | 24    |
| 24    | 0 a 4   | 32    |

## Economia
El 2007 la població en edat de treballar era de 507 persones, 415 eren actives i 92 eren inactives. De les 415 persones actives 408 estaven ocupades (214 homes i 194 dones) i 7 estaven aturades (7 dones i 7 dones). De les 92 persones inactives 33 estaven jubilades, 34 estaven estudiant i 25 estaven classificades com a «altres inactius».

### Ingressos
El 2009 a Montriond hi havia 322 unitats fiscals que integraven 812 persones, la mediana anual d'ingressos fiscals per persona era de 19.972 €.

### Activitats econòmiques
Dels 163 establiments que hi havia el 2007, 1 era d'una empresa alimentària, 3 d'empreses de fabricació d'altres productes industrials, 23 d'empreses de construcció, 20 d'empreses de comerç i reparació d'automòbils, 66 d'empreses d'hostatgeria i restauració, 1 d'una empresa d'informació i comunicació, 13 d'empreses immobiliàries, 13 d'empreses de serveis, 19 d'entitats de l'administració pública i 4 d'empreses classificades com a «altres activitats de serveis».
Dels 47 establiments de servei als particulars que hi havia el 2009, 4 eren tallers de reparació d'automòbils i de material agrícola, 5 paletes, 1 guixaire pintor, 4 fusteries, 5 lampisteries, 2 electricistes, 1 empresa de construcció, 23 restaurants i 2 agències immobiliàries.
Dels 7 establiments comercials que hi havia el 2009, 1 era una botiga de més de 120 m², 1 una botiga de menys de 120 m², 1 una llibreria i 4 botigues de material esportiu.
L'any 2000 a Montriond hi havia 5 explotacions agrícoles.

## Equipaments sanitaris i escolars
El 2009 hi havia una escola elemental.

## Poblacions més properes
El següent diagrama mostra les poblacions més properes.